# Карл Кебах
Карл Анто́нович Кебах (нім. Carolus Antonius Keebach; 7 серпня 1799, Зігмарінген — 5 травня 1851, Лівадія) — ботанік, садівник. З грудня 1824 по квітень 1851 створював Воронцовський парк у Алупці. Головний садівник Південного берега Криму.

## Біографія
Народився у Зігмарінгені в сім'ї старшого придворного садівника князів Гогенцоллернів-Зігмарінгенів — Августа Кебаха (14.08.1770 — 24.10.1834) та його дружини Марії Анни, уродженої Паммерт з Хехінгена (1781 — 28.11.1838).
Протягом трьох століть з XVIII по XX століття кожен Кебах, виключаючи Карла-Антона, служив садівником у себе на батьківщині в Німеччині. З них Юліуш (1838—1913) і, ймовірно, його син Макс (1877—1944) успадкували посаду старшого садівника Зігмарінгену, і лише останній з нащадків — ще один Макс Кебах (1911—1984) — переїхав до Відня і став працювати садівником в парку знаменитого замку Шенбрунн.
У кінці літа 1824 Августу-Карлу запропонували вступити на службу до генерал-губернатора Новоросійського краю графа Михайла Семеновича Воронцова (1782—1856) у щойно придбаний маєток у Криму. У 1828 році на західному кордоні парку, поруч з розплідником і теплицями йому побудували невеликий затишний будиночок з трьох кімнат у готичному стилі, зображений на літографії Массімо Гаучі (1830). У 1826 році Алупку відвідав таврійський губернатор Дмитро Наришкін і залишився задоволений побаченим, про що й повідомив Михайлу Воронцову:
|  | Садівник Кебах дуже працьовитий і знаючий, вже прочистив сади і зробив нові дороги. Оригінальний текст (рос.) Садовник Кебах очень трудолюбивый и знающий, уже прочистил сады и сделал новые дороги. |

Йшлося про верхні ділянки парку, придбані у полковника Ревеліоті, там росли кипариси, посаджені в 1880-і роки за наказом князя Потьомкіна, який мав намір за порадою свого англійського садівника Гульда зробити з Алупки ботанічний сад.
Виконуючи волю власників — зробити з Алупки «зимовий сад просто неба», Кебаху доводилося саджати безліч екзотичних дерев. Зі звітів керуючих видно, що Кебах підтримував найтісніші відносини з багатьма відомими ботанічними садами Росії та Європи, а також з найбільш великими розплідниками і постійно контактував з другим директором Імператорського Нікітського економ-ботанічного саду Миколою Гартвісом (1792—1860), від якого отримував рідкісний посадковий матеріал. Все нове, що з'являлося в Никіті, одразу ж завозилося і до Алупки. І в цьому відношенні, вона була другим після Нікіти місцем інтродукції в Криму.
Одружився Карл Кебах в Алупці на жінці, яку звали Анною. Мав від неї синів — Антона і Фрідріха і двох дочок — Шарлотту і Луїзу. Старший — Антон з'явився на світ в Алупці в лютому 1840 року.

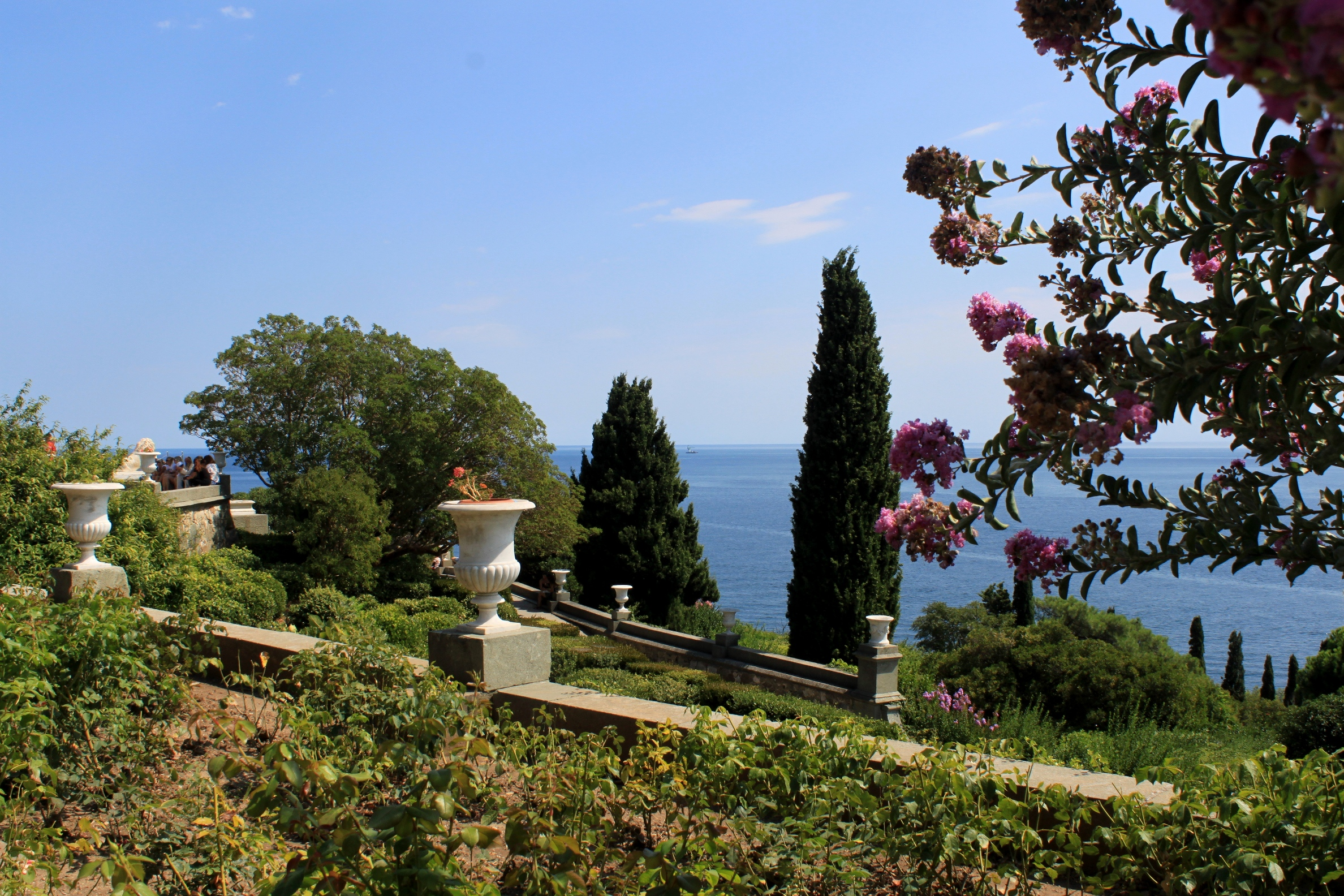
Південна тераса парку Алупки

Вже на початку 1830-х років Кебаха називають Головним садівником Південного берега Криму, і всі навколишні поміщики звуть його до себе консультувати плани своїх садів і парків. Почерк Кебаха можна розпізнати в старовинних парках Фороса, Тесселі, Меласа, Гаспри, Ореанди, Ай-Василе, Масандри, Місхора, що колись належали Воронцовим або їх близьким родичам — Наришкіним і Потоцьким.
У 1829 році в підпорядкуванні Карла Кебаха знаходилося лише два учня, яким платили по 300 руб. на рік, а в 1836 зі звітів економії можна дізнатися, що за вчителем закріплювалося троє учнів з тією ж платнею, один з оплатою 144 р. і два, що одержували лише 120 рублів на рік. Окрім того, для навчання садівництву в 1830 році до маєтку Воронцових прибули з Одеси 30 хлопчиків від 8 до 17 років. З них в Алупку призначили 15 найбільш старших хлопців, в Ай-Даніль — 5, до Масандри — 4.
На початку 1839 року в Алупці за безпосередньої участі архітектора Вільяма Гунта і Кебаха було започатковане спорудження терас перед південним фасадом палацу, створення малих форм архітектури в пейзажному парку та благоустрій решти території садиби.
У квітні 1843 архітектор Вільям Гунт стверджував, що будинок кебахів в небезпеці і жити в ньому неможливо, «тому що стіни так худі, що можуть скоро обвалитися. А також дах у вельми небезпечному становищі і від гнилі лісу він може провалитися». На прохання Кебаха під час ремонту прибудували «ще дві кімнати ззаду будинку, одну дитячу, а іншу для комори». Ніяких інших запитів у нього більше не з'являлося. Навіть платня залишалася колишньою — 1200 руб. на рік. Карл Антонович майже не відлучався з Алупки. Тільки один раз їздив до Пруссії до рідних.
16 травня 1851 Семен Ягніцькій відправив Михайлу Воронцову сумну звістку про те, що на руках лівадійського садівника Марко після довгих страждань 5-го числа теперішнього місяці помер алупкинський садівник Карл Кебах, не доживши до 52 років лише три місяці.